# Саранда
Саранда (алб. Sarandë или Saranda, грч. Άγιοι Σαράντα) град је на југу Албаније у области Валона, смештен на обалама Јонског мора. Саранда представља један од најважнијих туристичких центара у земљи. У граду живи значајан број припадника грчке националне мањине. Према попису из 2023. било је 19.882 становника. Прекопута града налази се грчко острво Крф а поред града, у море утиче река Бистрица.

## Историја
Савремени назив града потиче од византијског манастира Аги-Саранда (грч. Άγιοι Σαράντα) у част Четрдесет мученика Севастијских, у античко доба град се звао Онхесмео (грч. Ογχησμος). Назив потиче од једног од илирских племена. 28. новембра 1912. године, недалеко, у Валони, проглашена је независност Албаније, али су у ствари од тог времена до 1920. године територију земље периодично заузимају италијанске, српске и грчке трупе.
Када је град заузела италијанска војска 1939. године, освајачи су га преименовали у Порто Еда у част најстарије ћерке Бенита Мусолинија, Еде. Али Грци, који су од давнина овај регион – Северни Епир сматрали делом Велике Грчке, прилично брзо су одатле 1940. године, иако не задуго, протерали Италијане. „Силе осовине“: Немачка, Италија и Бугарска су 1941. започели окупацију Грчке. Италијани су капитулирали 1943. године и њихове трупе су напустиле Албанију, 1944. године немачки освајачи су протерани из земље, а по завршетку Другог светског рата Саранда постаје центар истоименог округа префектуре Валона у Албанији.
Године 1997. град је био једно од места почетка озлоглашених нереда.

## Атракције
У самом центру Саранде налази се православна црква и средњовековна синагога. У близини се налази археолошки музеј-резерват – рушевине античког града Бутринта — Унескове Светске баштине, као и остаци још једног античког града Финичи.
Такође у округу Саранда налази се највећи број споменика каменог доба у Албанији, укључујући пећине Кониспол.

## Економија
Важан аспект градске привреде је туризам, због посебности локалне климе – у просеку има 300 сунчаних дана годишње. Ово је олакшано присуством пешчаних плажа и светски познатих атракција у близини, као и присуством трајектног прелаза као грчком острву Крф. У близини, источно и јужно од Саранде, налазе се аутомобилски гранични прелази са Грчком у граду Какавије и граду Чафе-Боте.